# Minutoexcipula tuerkii
Minutoexcipula tuerkii är en lavart som beskrevs av Hafellner 1994. Minutoexcipula tuerkii ingår i släktet Minutoexcipula, divisionen sporsäcksvampar och riket svampar.   Inga underarter finns listade i Catalogue of Life.